# ديفيد كاميلري
ديفيد كاميلري (بالإنجليزية: David Camilleri)‏ هو مدرب كرة قدم ولاعب كرة قدم مالطي، ولد في 21 أغسطس 1974 في حمرون ‏ في مالطا. شارك مع منتخب مالطا لكرة القدم. أما مع النوادي، فقد لعب مع سلايما واندريرز ونادي فاليتا ونادي مارساشلوك ونادي هيبرنيانز وهامرون سبارتانز.

## وصلات خارجية
- ديفيد كاميلري على موقع الاتحاد الدولي (مؤرشف)  (الإنجليزية)
- ديفيد كاميلري على موقع قاعدة بيانات كرة القدم.إي يو (الإنجليزية)
- ديفيد كاميلري على موقع ناشيونال فوتبول تيمز (الإنجليزية)
- ديفيد كاميلري على موقع Soccerbase.com (لاعب) (الإنجليزية)
- ديفيد كاميلري على موقع عالم كرة القدم.نت (الإنجليزية)